# Fajardo
Fajardo, que originalmente se chamava Santiago de Fajardo, também conhecida como A Metrópole de Leste ou A Capital do Sol Nascente, é uma cidade localizada no extremo nordeste da ilha de Porto Rico.
Fundada em 1772, em novembro de 1824, o Comodoro David Porter, da Marinha dos Estados Unidos com um pequeno destacamento de desembarque, com cerca de 200 homens, atacou a cidade, pois o lugar teria abrigado piratas e aprisionado oficiais da Marinha. Ele forçou um pedido de desculpas, tendo sido posteriormente submetido a corte marcial por exceder as suas competências